# Atarba (Atarba) heteracantha
Atarba (Atarba) heteracantha is een tweevleugelige uit de familie steltmuggen (Limoniidae). De soort komt voor in het Neotropisch gebied.